# Arabská kandidátka pro beduíny a venkovany
Arabská kandidátka pro beduíny a venkovany (hebrejsky: רשימה ערבית לבדואים וכפריים; Rešimat aravit le-bedu'im ve-kfarim, arabsky: القائمة العربية للبدو والفلاحين) je bývalá izraelská politická strana izraelských Arabů.

## Okolnosti vzniku a ideologie strany
Strana byla založena před volbami roku 1973 jako nová politická formace izraelských Arabů spřízněná s dominantní židovskou levicovou stranou Ma'arach. Ve volbách získala 1 % hlasů a jedno křeslo, které obsadil její předák Hamád Abú Rabía.
26. února 1974 se strana sloučila se stranou Ma'arach společně s další arabsko-izraelskou formací Kidma ve-pituach. 4. ledna 1977 ale Hamád Abú Rabía z Ma'arach odešel a obnovil samostatnou stranu. 8. března 1977 se ale Arabská kandidátka pro beduíny a venkovany sloučila se stranou Kidma ve-pituach a utvořila novou arabskou politickou stranu nazvanou Sjednocená arabská kandidátka. Ta pak úspěšně kandidovala ve volbách roku 1977.